# Monacia-d'Orezza
Monacia-d'Orezza (korziško A Munacia d'Orezza) je naselje in občina v francoskem departmaju Haute-Corse regije - otoka Korzika. Leta 1999 je naselje imelo 30 prebivalcev.

## Geografija
Kraj leži v severovzhodnem delu otoka Korzike na robu naravnega regijskega parka Korzike, 53 km južno od središča Bastie.

## Uprava
Občina Monacia-d'Orezza skupaj s sosednjimi občinami Campana, Carcheto-Brustico, Carpineto, Felce, Nocario, Novale, Ortale, Parata, Perelli, Piazzali, Piazzole, Piedicroce, Piedipartino, Pie-d'Orezza, Pietricaggio, Piobetta, Rapaggio, Stazzona, Tarrano, Valle-d'Alesani, Valle-d'Orezza in Verdèse sestavlja kanton Orezza-Alesani s sedežem v Piedicroceju. Kanton je sestavni del okrožja Corte.

## Zanimivosti
- župnijska cerkev sv. Lucije,
- kapela sv. Jerneja.